# Sant Sadurní de Palol d'Onyar
Sant Sadurní de Palol és una església del terme de Palol d'Onyar, al municipi de Quart (Gironès), inclosa a l'Inventari del Patrimoni Arquitectònic de Catalunya.

## Descripció

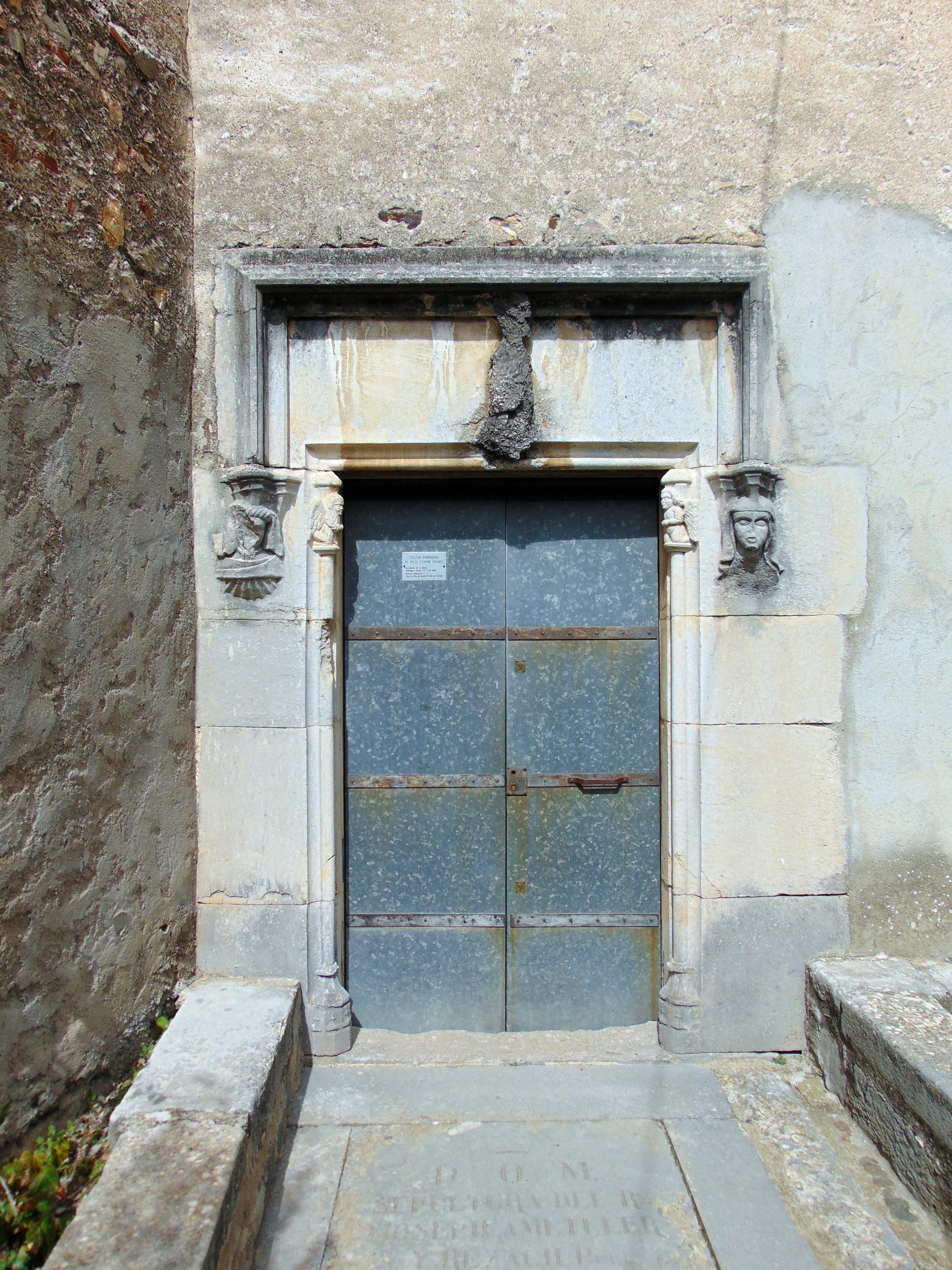
Porta d'entrada a l'església

És un edifici de nau única cobert amb volta seguida lleugerament apuntada i capçalera poligonal. Al mur oest s'obre un arc que comunica amb l'anomenada capella del Roser, decorada amb plafons de ceràmica del segle xviii que representen escenes de miracles. Als peus hi ha el cor de construcció posterior i l'entrada original que comunicava amb el castell. El parament està emblanquinat. Al mur lateral hi ha l'entrada actual, amb un portal rectangular amb quarts de columna als brancals i trencaaigües amb figures a les mènsules. Al costat de l'absis s'alça el campanar de planta quadrada i coberta piramidal (1627).

## Història
L'església fou l'antiga capella del castell de Palol, al qual està adossada. Quan es convertí en parròquia s'obrí una nova entrada al mur de llevant. Poc després del 1716 es bastí una capella dedicada a la Verge del Roser decorada.